# Peter Riley
Peter Riley (6 juli 1979) is een Brits langeafstandsloper, die is gespecialiseerd in de marathon.

## Biografie
In 2006 debuteerde Riley op de marathon van Londen met een twaalfde plaats en een finishtijd van 2:14.31. Na afloop meldde hij: "Het is een nieuwe ervaring voor me. Ik liep pas driemaal meer dan 10 km".
In 2007 nam Riley deel aan het wereldkampioenschap marathon in het Japanse Osaka. Hij finishte als 51e in 2:36.00. Deze wedstrijd werd gewonnen door de Keniaan Luke Kibet, die twintig minuten eerder over de finish kwam. Op de Europese kampioenschappen een jaar eerder moest hij nog op diezelfde afstand voor de finish uitstappen.
Riley komt regelmatig in Nederland om deel te nemen aan Nederlandse klassiekers. Zo nam hij deel aan de Venloop, Dam tot Damloop, City-Pier-City Loop en de Warandeloop.

## Titels
- Brits kampioen 5000 m - 2006
- Brits kampioen 10 km - 2005, 2006
- Brits kampioen marathon - 2006

## Persoonlijke records
Baan
| Onderdeel | Prestatie | Datum        | Plaats        |
| --------- | --------- | ------------ | ------------- |
| 1500 m    | 3.51,60   | 5 mei 2002   | Lawrenceville |
| 3000 m    | 8.04,52   | 15 juli 2003 | Manchester    |
| 5000 m    | 13.46,68  | 15 juli 2006 | Manchester    |
| 10.000 m  | 28.38,67  | 12 juni 2003 | Sacramento    |

Weg
| Onderdeel      | Prestatie | Datum             | Plaats          |
| -------------- | --------- | ----------------- | --------------- |
| 10 km          | 28.54     | 21 augustus 2005  | Bishop Auckland |
| 10 Eng. mijl   | 47.37     | 21 september 2005 | Amsterdam       |
| halve marathon | 1:03.18   | 15 maart 2008     | Den Haag        |
| marathon       | 2:14.31   | 23 april 2006     | Londen          |

Indoor
| Onderdeel | Prestatie | Datum        | Plaats |
| --------- | --------- | ------------ | ------ |
| 3000 m    | 8.13,46   | 3 maart 2002 | Boston |
| 5000 m    | 13.55,23  | 8 maart 2003 | Boston |

## Palmares

### 5000 m
- 2003:  IC4A-kamp. - 14.01,85
- 2005: 4e Norwich Union World and Commonwealth Trials in Manchester - 14.09,72
- 2006:  Norwich Union European Trial in Manchester - 13.46,68

### 10.000 m
- 2002:  IC4A/ECAC-kamp. in Princeton - 29.27,05

### 5 km
- 2006: 4e Horwich Carnival - 14.01
- 2007: 4e Armagh Road Race - 14.14,7

### 10 km
- 2004:  B&Q Inter-Area in Eastleigh - 29.40
- 2005:  Bishop Auckland in Durham - 28.54
- 2006:  Britse kamp. - 29.02

### 10 Eng. mijl
- 2005: 7e Dam tot Damloop - 47.37

### halve marathon
- 2006: 7e Venloop - 1:05.01
- 2008: 10e City-Pier-City loop - 1:03.18
- 2008:  halve marathon van Reading - 1:04.53
- 2008:  11e halve marathon van Ras al-Khaimah - 1:05.16

### marathon
- 2006: 12e marathon van Londen - 2:14.31
- 2006: DNF EK
- 2007: 51e WK - 2:36.00
- 2008: 18e marathon van Londen - 2:18.21

### overige afstanden
- 2005: 4e 4 Mijl van Groningen - 18.20

### veldlopen
- 1998: 9e EK junioren - 17.15 ( in het landenklassement)
- 2004: 23e EK - 28.38 ( in het landenklassement)
- 2005: 8e Warandeloop (10 km) - 30.19
- 2006: 10e Warandeloop (10 km) - 30.37